# Bełżec (plaats)
Bełżec is een dorp in de Poolse woiwodschap Lublin. De plaats maakt deel uit van de gemeente Bełżec en telt 2 723 inwoners.
Het vernietigingskamp Bełżec was hier gelegen.